# Tiquadra cultrifera
Tiquadra cultrifera är en fjärilsart som beskrevs av Edward Meyrick 1914. Tiquadra cultrifera ingår i släktet Tiquadra och familjen äkta malar.
Artens utbredningsområde är Nigeria. Inga underarter finns listade i Catalogue of Life.